# Sharon Carr
Sharon Louise Carr (née en 1979), également connue sous le nom de The Devil's Daughter, est une femme britannique qui est la plus jeune femme meurtrière de Grande-Bretagne. En juin 1992, âgée de seulement 12 ans, elle a assassiné Katie Rackliff, 18 ans, après l'avoir choisie au hasard alors qu'elle rentrait chez elle d'une boîte de nuit à Camberley. Le meurtre n'a d'abord pas été résolu jusqu'en juin 1994, lorsque Carr a attaqué et poignardé un autre élève de la Collingwood College Comprehensive School sans raison apparente, puis s'est vanté à plusieurs reprises du meurtre de Rackliff auprès de ses amis et de sa famille et dans ses entrées de journal faites en prison. En 1997, elle fut reconnue coupable de meurtre, ce qui suscita beaucoup de curiosité dans les médias à cause de son jeune âge et de la gravité de l'acte. Elle a été condamnée à au moins 14 ans de prison, mais elle a continué d'être détenue bien après l'expiration de cette peine minimale en raison de son comportement perturbateur dans l'établissement. En tant que prisonnière à statut restreint, elle a régulièrement agressé et tenté d'assassiner des membres du personnel et des codétenus, et a souvent exprimé sa volonté de tuer d'autres personnes.

## Dans la culture populaire
Le cas de Carr a figuré dans un certain nombre de documentaires :
- En 2014, Carr a fait l'objet d'un épisode de la saison 8 de Deadly Women, intitulé "Never too Young"[1]. L'émission indique à tort que sa peine est à perpétuité sans libération conditionnelle.
- En 2017, Carr a fait l'objet d'un épisode de Teens Who Kill, une série diffusée sur Channel 5[2].
- Le 22 octobre 2017, un documentaire sur Carr réalisé par la personnalité de la télévision Jo Frost a été diffusé sur Crime + Investigation, dans le cadre de la série Jo Frost on Britain's Killer Kids.